# Hypergenitalismus
Als Hypergenitalismus bezeichnet man eine übermäßige oder vorzeitige Entwicklung der primären und sekundären Geschlechtsmerkmale. Das Gegenteil von Hypergenitalismus ist der Hypogenitalismus.
In einigen Publikationen wird die verfrühte Pubertät unter dem Begriff Pubertas praecox und nicht unter Hypergenitalismus aufgeführt, so dass lediglich zu große Genitalien unter Hypergenitalismus fallen.

## Ätiologie
Hypergenitalismus ist hormonell bedingt. Eine Überproduktion von Sexualhormonen, aber auch eine übermäßige Zufuhr entsprechender Hormone von außen, kann bei Kindern zu Hypergenitalismus führen. 
Die Zirbeldrüse schüttet epiphysäre Hormone aus, die einen hemmenden Einfluss auf die Gonadenreifung bei Kindern hat. Eine Fehlfunktion oder Zerstörung der Zirbeldrüse kann daher zu Hypergenitalismus führen.

## Hypergenitalismus als Symptom
Beim sehr seltenen Leprechaunismus (Donohue-Syndrom) ist Hypergenitalismus eines der Symptome.